# ヘアリィ・モカシン
ヘアリィ・モカシン（英語：Hairy Moccasin、あるいはEsh-sup-pee-me-shish、1854年 - 1922年10月9日）は、インディアンのクロウ出身の戦士。ジョージ・アームストロング・カスター中佐の第7騎兵連隊に、斥候隊として所属し、リトルビッグホーンの戦いに参加した。

## 経歴
1876年4月10日、ヘアリィ・モカシンはアメリカ陸軍に志願し、インディアン斥候隊に加わった。同年に起こったリトルビッグホーンの戦いでは、同じくクロウ出身のハーフ・イエローフェイスが率いる隊に配属された。隊には、ヘアリィ・モカシンの他にホワイトマン・ランズ・ヒム、ホワイト・スワン、カーリー、ゴーズ・アヘッドがいた。彼らは全員がクロウの出であった。この戦いで攻撃対象となっていたスーやシャイアンは、クロウにとって古くからの敵であった。
この戦いでは、カスターの部隊よりも、遥かに敵の数が多かった。ヘアリィ・モカシンも、他の斥候も、口を揃えて勝ち目が薄い事をカスターに警告した。しかし、戦果に逸るカスターはこの忠告を顧みず、戦いに突き進んだ。ヘアリィ・モカシンたちクロウの者は、この戦いで勝つことは難しいと感じ、せめてアメリカ軍ではなくクロウの戦士として死にたいと考えて、アメリカ軍の軍服から、伝統的なクロウの戦士の服へと着替えた。この彼らの行動を敗北主義的と感じたカスターは激怒し、彼らを自分の部隊から叩き出した。戦いが始まる1時間前の出来事であった。ヘアリィ・モカシンたち6人の戦士は、副官マーカス・リノの部隊に移り、そこで戦いに望んだ。リノの部隊は追い詰められたが、ほぼ全滅したカスターの部隊と異なり、生き残った者は少なからずいた。ハーフ・イエローフェイスが率いた6人の戦士もまた、同様に生き残った。
ブラックヒルズ戦争が終わった後、ヘアリィ・モカシンは隊を離れ、モンタナ州のインディアン居留地に住まいを移した。1922年10月9日、ロッジグラスの近くで死亡した。